# Александар И. Медведев
Александар Иванович Медведев (Мелитопољ, 1900 – Ниш, 1984) био је југословенски архитекта. За време револуције прикључује емигрантима из Русије одакле долази у Србију на школовање и где пружа велики допринос архитектури Југославије, а посебно архитектури града Ниша. Спомен соба Александра И. Медведева отворена је у Нишу августа 2024.

## Биографија
Александар Иванович Медведев рођен је 12. марта 1900. године у Мелитопољу, у тадашњој царској Русији у породици која је имала деветоро деце. Са врло добрим успехом завршио Мелитопољско реално свеучилиште и у намери да се посвети студијама архитектуре, уписује Технички факултет у Харкову, али у тада већ започетим револуционарним сукобима не успева и да започне студије у Харкову већ са више својих вршњака из свеучилишта 1919. године постаје питомац Војне Артиљеријске академије, Сергијевског артиљеријског училишта у Одеси. У току 1920. године заједно са друговима и професорима са Академије придружује се као добровољац Врангеловим Оружаним снагама југа Русије и бива распоређен у Дроздовски пук као артиљерац, у борбама за југ Русије, за показану храброст добија Георгијевски крст. У намери упише студије архитектуре у Паризу, на "L'ecole des beaux arts" придружује се таласу емиграната на Криму. Од 1920. до 1922. године, на пословима у Турској и Бугарској покушава да заради довољно новаца за наставак путовања до Париза, где креће новембра 1922. године из Софије.

### Школовање
Зауставља се у Београду, тадашњој престоници Краљевине Срба, Хрвата и Словенаца и под наговором другова из Русије остаје у Београду и уписује студије архитектуре на Архитектонском одсеку Техничког факултета у Београду. Паралелно са студијама са препорукама професора са факултета добија повремене послове цртача у београдским бироима како би зарадио за живот. Као студент био је председник Удружења напредне студентске омладине и организатор разних игранки које су биле врло популарни догађаји за дружење у том периоду. На једној од тих игранки упознаје тадашњу бруцошкињу Ксенију П. Белавенец, ћерку поморског официра Петра Ивановича Белавенеца који је био на високом положају на двору цара Николаја II Романова. Александар и Ксенија се 1927. године венчавају у руском храму Св. Тројице у Београду. Александар Медведев завршава своје студије 8. јула 1929. године.

## Рад пре рата
Након студија одлази у Бању Луку где учествује на конкурсима и постаје надзорник значајних објеката заједно са својом супругом. 1935. године завршавају се послови Медведевих у Бањој Луци и Ксенија и Александар прелазе у Ниш, у коме живи сестра А. Медведева, Надежда Ивановна Семанченко. У Нишу Инг. Александар И. Медведев отвара приватни пројектни биро и почиње приватну делатност као овлашћени цивилни архитекта (како пише у његовом званичном печату).
У тим годинама у Нишу већ ради неколико руских архитеката: Јулијан Дјупон, Всеволод Татаринов, Анатолиј Леонидович Русијан, Павел Васиљевич Крат, Михаил Александрович Аристов, Павле Лилер,... Архитекта Јулијан Дјупон, који је студије завршио до револуције у Санкт Петербургу, је упознајући се са Александром Медведевим изразио задовољство што предаје штафету архитектуре Ниша у руке младог архитекте.
Биро Александра Медведева запошљава десетак сталних и повремених сарадника. Према сачуваној евиденцији у периоду од 1935—1939. године арх А. Медведев испројектовао је више од стотину врло различитих приватних и јавних објеката, од којих је већина изграђена пре рата.

## Рад после рата
Поред посла у бироу, након рата, 1950. године постаје редовни професор средње техничке школе у згради коју је сам пројектовао. Тај избор је био логичан јер је и као службеник Бироа дотада предавао више стручних предмета.
Крајем 1952. године на иницијативу Савета за комуналне послове Народни одбор града Ниша одлучио је да за потребе развоја града формира Биро за пројектовање и надзор, који ће касније бити преименован у Предузеће за пројектовање и надзор. Руководство Ниша ангажовало је арх Александра Медведева (као најискуснијег и афирмисаног архитекту) да формира и руководи новим Пројектним бироом. Он напушта Предузеће за пројектовање 1957. године због здравствених проблема и враћа се за професора и Шефа Архитектонског одсека Средње техничке школе у Нишу. На чело Предузећа за пројектовање долази арх. Душан Јакшић, а Предузеће 1964. године постаје "Ниш-пројект".
Средином 1960. године, након одбијања на конкурсу за редовног професора Грађевинског одсека на Техничком факултету, прихвата понуду тадашњег директора "Инвестпројекта“ Младена Стојановића и прелази код њих и напушта професорску каријеру.
Арх. Александар Медведев се 1964. године пензионише након више од 40 година активне службе. Умро је 3. јануара 1984. године, а сахрана је одржана 5. јануара.

## Пројекти

### Конкурси
- Конкурс за Банску управу у Бањој Луци, 1930.
- Конкурс за Банске дворе у Бањој Луци, 1930.
- Конкурс за Вакуфски дом у Нишу, 1933.
- Конкурс за Нову зграду Црквене општине у Нишу, 1938/39.
- Конкурс за израду Идејне скице за Нови Бановински хотел у Нишкој Бањи, 1939.

### Пројекти
- План зграде друштва „Неимар“ Београд, 1933.
- План за нову кућу браће Машића, Бања Лука, 1933/34.
- План за нову кућу Кристијана Филиповића, Бања Лука, 1934.
- Нацрт стамбене зграде Рашиде Ђумишић, Бања Лука, 1934.
- План роградње зграде Паулине Шајбнер, Бања Лука, 1935.
- План за дозиђивање и измене на згради Јосифа Пејчића, Ниш, 1935.
- План за дозиђивање зграде Александра Рељића, Ниш, 1935.
- План за нови дућан Милана Радојчића, Ниш, 1935.
- План за дозиђивање и измене зграде Љубице Коцић, Ниш, 1935.
- План нове зграде Боривоја Вандеровића, Ниш, 1935.
- План за дозиђивање зграде Бранка Митића, Ниш, 1935.
- План за нову зграду Душана Јовановића, Ниш, 1935.
- План нове зграде Стојана Цанића, Ниш, 1935.
- План нове зграде Милице Барбијери, Ниш, 1935.
- План за дозиђивање зграде хотела „Оријент“ Аранђела Митића, Ниш, 1935.
- План двојне куће Момчила Игњатовића, Ниш, 1935.
- Пројекат споменика у славу палих ратника 1914-1918.
- Пројекат гаража - боксови за аутомобиле Милорада Васића, Ниш, 1935.
- План за нову зграду Браниславе Хаџи - Танасијевић, Ниш, 1936.
- План за нову зграду Воје Николића, Ниш, 1936.
- План за нову зграду Стојановић Стојадина, Ниш, 1936.
- Пројекат доградње звоника Саборне цркве у Нишу, Ниш, 1936/37.
- Пројекат за нову зграду Јавне берзе рада, Ниш, 1936.
- План за нову кућу Савке Костић, Ниш, 1936.
- План за нову кућу Елијаса Варона, Ниш, 1936.
- План за дозиђивање хотела „Атина“ Раде Арацког, Ниш, 1936.
- План зграде Радомира Ракића, Ниш, 1936.
- План за нову кућу Ђорђа Поповића, Ниш, 1936/37.
- Пројекат зграде Бановинског позоришта у Нишу архитекте Всеволода Татаринова, Ниш, 1937.
- План за нову зграду Тадије Николића, Ниш, 1937.
- План за нову кућу Стевана Николића, Ниш, 1937.
- План зграде Калине Стоичић, Ниш, 1937.
- Пројекат за нову зграду Радничке кујне, Ниш, 1937.
- План нове зграде Јована Говедарице, Ниш, 1937/38.
- План за нову зграду Љубодрага Пешића, Ниш, 1938.
- План за нову зграду Цветка Тасића, Алексинац, 1938.
- План за нову зграду Зорана Јовановића, Ниш, 1938.
- План за нову зграду Боривоја Митровића, Ниш, 1938.
- Скица за дозиђивање зграде Светолика Јовановића, Ниш, 1938.
- Скица за нову зграду Косаре Јоцић, Ниш, 1938.
- План за дозиђивање зграде Славке Јовановић, Ниш, 1938.
- План за нову зграду Видена Живковића, Ниш, 1937.
- Скица за нову зграду Дечијег летовалишта, 1938.
- План за подизање Храма Св. Петра, Бртиште, 1938.
- План зграде Мирка Филиповића, Ниш, 1938.
- План за нову зграду Величка Радосављевића, Ниш, 1938.
- План за вилу Драгише Цветковића, Ниш, 1938.
- Пројекат нове куће Велка Станева, Херлец (Бугарска), 1938.
- План за парохијски дом, Шишмановац, 1938.
- План за парохијски дом Милована Веселиновића, 1938.
- Пројекат капеле Сотира Благојевића на Старом гробљу, Ниш, 1938.
- План за нову зграду Будимира Јовановића, Алексинац, 1938/39.
- План нове зграде Дојчина Бисића, Књажевац, 1938/39.
- План за нову вилу (Вила Вера)Драгутина Живковића, Нишка Бања, 1939.
- План за нову зграду Радивоја Андрејевића и Јована Јовановића, 1938/39.
- Скица за нову зграду Д. Дикића, Ниш, 1939.
- План за нову зграду Маре Милићевић, Ниш, 1939.
- План за нову зграду Тотора Туцакова, Ниш, 1939.
- План за нову вилу Боре Гојковића, Нишка Бања, 1938/39.
- План за нову вилу Веселина Крајчића, Нишка Бања, 1938/39.
- План за нову зграду Јевтимије Ристић, Ниш, 1938/39.
- План за нову зграду Данице Арсић, Ниш, 1938/39.
- План нове зграде Иге Димитријевића, Ниш, 1939.
- План за нову вилу Драгише Цветковића, Нишка Бања, 1939.
- План за нову зграду Шегртског дома и Дечијег обданишта, Ниш, 1940.
- Пројекат Берзе рада, Крушевац, 1938.
- План за нову зграду Берзе рада, Бајина Башта, 1939.
- Пројекат Берзе рада, Скопље
- Идејна скица за нови Бановински хотел у Нишкој Бањи, 1939.
- Основа палате Андона Андоновића, пројектант Милутин Борисављевић, Ниш, 1939.
- План за нову зграду Фјодора Загородњука, Ниш, 1939.
- Породнична гробница А. Медведева, Гробље Пантелеј у Нишу, 1939.
- Скица Црквеног дома на Пантелејском гробљу у Нишу, 1939.
- План за нову зграду Јована Цанића, Ниш, 1939.
- План за подзиђивање Народног Позоришта у Нишу, 1946.
- План за нову зграду војне Парне пекаре, Ниш, 1946.
- План нове зграде Сотира Тасића, Ниш, 1946.
- План проширења Циглане, Кружне пећи, Рингхофа, Ниш, 1947.
- Индустријска Средња техничка школа Ниш, 1947/49.
- Скица за Дом Културе, Ниш, 1946.
- Пројекат зграде Интерната, Грљан, 1948.
- Пројекат управно индустријске зграде Електрокомбината, Краљево, 1953.
- Пројекат хотела у Прокупљу, Прокупље, 1953.
- Пројекат школе у Прокупљу, 1953.
- Пројекат Млекаре у Нишу, 1954.
- Пројекат Млекаре у Алексинцу, 1954.
- Пројекат Млекаре у Соко Бањи, 1954.
- Идејни пројекат Управно-стамбене зграде Морава, Ниш
- Пројекат Управно-стамбене зграде Житопромет Ниш, 1956.
- Пројекат за ловачки дом и ресторан, Пут Ниш-Пирот, 1957.
- Пројекат Гимназије у Соко Бањи
- Пројекат Хотела у Соко Бањи

### Награде и признања
- Изабран за Заслужног члана Друштва архитеката Србије, на Конгресу у Новом Саду 1960. године.
- Изабран за Заслужног члана Друштва инжењера и техничара Ниша 1963. године
- Плакета ООУР „Нишпројект“ за успешну сарадњу поводом 25. година „Нишпројект"-а 1978. године
- Повеља и јубилатна значка Савеза инжењера и техничара Општине Ниш додељена на Свечаној седници Председништва СИТОН-а 28. априла 1981. године